# GBU-39 Small Diameter Bomb
La GBU-39 Small Diameter Bomb (bomba a piccolo diametro), o SDB, è una classe di bombe guidate plananti di peso pari a circa 139 kg (285 libbre) sviluppata allo scopo di consentire ai moderni F-22, F-35 e UCAV di imbarcare un numero maggiore di munizionamento non propulso nella stiva interna (nei casi dell'F-22 e dell'F-35) e sotto le semiali dei droni da combattimento (caso UCAV) sacrificando il meno possibile in termini di letalità e precisione, questo sistema d'arma è altresì compatibile con gran parte degli aerei da combattimento USAF (e non solo), grazie al sistema di trasporto e rilascio ad eiezione pneumatica BRU-61/A sviluppato dalla Cobham. È possibile agganciare quattro SDB come una sola unità con ingombri aggiuntivi minimi, sostituendo una bomba della classe delle 2000 libbre (907 kg).

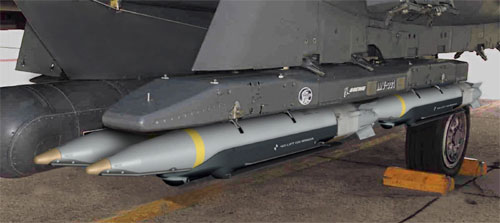
BRU-61/A

## Sviluppo
Il programma SBS (Small Bomb System) venne impostato nel 1998 dall'USAF a seguito di un dimostratore sviluppato tra il 1995-1996 col nome di MMTD (Miniaturized Munitions Technology Demonstration).
Vennero selezionati due eventuali fornitori, ognuno con il suo progetto, per una gara di due anni, Boeing e Lockheed Martin. Entrambi gli eventuali fornitori avrebbero proceduto con due Fasi; nella Fase I avrebbero fornito un dimostratore efficace contro bersagli fissi o comunque non in movimento, con il vincitore impegnato a rendere operativa l'arma sul finire del 2006. La Fase II ("SDB II" o "SDB Increment II") avrebbe visto le aziende proporre un sistema d'arma in grado di ingaggiare sia bersagli fermi che in movimento, grazie a un sistema di ricerca basato su più sensori e pianificato per entrare in produzione 3 anni dopo.
|                 | SDB Phase I | SDB Phase II |
| Boeing          | GBU-39/B    | GBU-40/B     |
| Lockheed Martin | GBU-41/B    | GBU-42/B     |

La GBU-39/B della Boeing fece il suo primo volo di prova nel Febbraio 2003 e si aggiudicò la Fase I del programma nell'Ottobre dello stesso anno. Nell'Aprile 2005 Boeing ricevette il primo contratto di tipo LRIP (Low-Rate Initial Production - produzione iniziale a basso numero) contract. Nel 2006 la bomba venne provata in modo operativo (ovvero in una situazione di guerra reale) e quindi accettata in IOC (Initial Operational Capability - capacità operativa iniziale) nell'Ottobre dello stesso anno su F-15E.